# Takashi Tsuda
Takashi Tsuda (津田 孝), (nom véritable 津田 孝獅), né en 1930, et mort en 2014, est un critique littéraire japonais.

## Biographie
Il grandit à Osaka et étudie la littérature chinoise à l'Université de Tokyo, puis il épouse la deuxième fille de l’écrivain Sunao Tokunaga. Vers la fin des années 1950, il commence à écrire des commentaires. Sa première tâche consiste à rédiger  un commentaire et une chronique du Hitotsu no Rekishi (一つの歴史, « Un morceau d'histoire ») de Tokunaga, publié à titre posthume. Il appartient au Riarizumu Kenkyūkai (« Groupe de recherche sur le réalisme ») et traite de la littérature prolétarienne et commente les œuvres contemporaines. Tandis qu'il est essentiellement actif auprès du journal Bunka Hyōron (« Critique de la culture ») édité par le Parti communiste japonais, il s'étonne dans les années 1960, après qu'il a rejoint le Shin Nihon Bungaku Kai, d'être admis puisque le Parti communiste et la société littéraire ont des points de vue opposés. Il poursuit cependant ses objections contre le programme de la société de littérature même après son adhésion et en est exclu en 1964 après la 11e assemblée générale au prétexte qu'il en a critiqué le prochain programme dans la revue Bunka Hyoron.
En compagnie de Kan Eguchi et Seiji Shimota, également exclus de la société de littérature, il participe en 1965 à la fondation du Nihon Minshushugi Bungaku Dōmei, (« Union pour la littérature démocratique japonaise ») et milite longtemps au premier plan comme principal critique de la littérature démocratique. Parce qu'il est aussi membre du comité central du parti communiste, il lui est identifié et se trouve exposé à différentes critiques. En 1976 il est lauréat du prix Takiji-Yuriko pour Gendai no Seiji to Sakka-tachi (現代の政治と作家たち, « L'écrivain et la politique d'aujourd'hui »). Par la suite il participe à l'édition complète des œuvres de Takiji Kobayashi et Yuriko Miyamoto (publiée par les éditions Shin Nihon Shuppansha) et rédige des critiques dans la revue mensuelle des textes de Takiji, qu'il publie également sous le titre Kobayashi Takiji no Sekai (小林多喜二の世界, « Le monde de Kobayashi Takiji »).
Il interrompt ses activités littéraires en 2001 pour des raisons de santé.

## Source de la traduction
- (de) Cet article est partiellement ou en totalité issu de l’article de Wikipédia en allemand intitulé « Tsuda Takashi » (voir la liste des auteurs).
- Notices d'autorité :   - VIAF
  - ISNI
  - LCCN
  - GND
  - Japon
  - WorldCat